# Wirbelring

Strömung um einen idealisierten Wirbelring

Ein Wirbelring, auch Ringwirbel genannt, ist ein torusförmiger Wirbel in einer Flüssigkeit, d. h. ein Bereich, in dem die Flüssigkeit hauptsächlich um eine geschlossene Schleife als gedachte Linie des Wirbelkerns rotiert. Die Flüssigkeitsteilchen haben um den Kern die gleiche Winkelgeschwindigkeit. Daher ist die Bahngeschwindigkeit der äußeren Teilchen größer als die der inneren Teilchen und nimmt proportional zum Radius des Wirbelrings zu. Die so in einem Wirbelring induzierte Strömung erzeugt eine Geschwindigkeit parallel zur Ringachse. Durch diesen Schub bewegt sich der Ringwirbel mit konstanter Geschwindigkeit im Raum in einer Richtung senkrecht zur Ringebene. In der Abbildung des idealisierten Wirbelrings rechts wäre dies nach oben.
Je kleiner der Radius des Wirbels, desto größer ist seine Ausbreitungsgeschwindigkeit. In ruhiger Umgebung kann sich ein Wirbelring relativ weit ausbreiten und dabei die rotierende Flüssigkeit mit sich reißen. Folgt ein kleinerer Wirbel einem größeren, holt er diesen aufgrund seiner höheren Geschwindigkeit ein. Der kleinere Wirbel gleitet durch den größeren hindurch. In der Folge dehnt sich der kleinere Wirbel aus, während sich der größere Wirbel zusammenzieht. Nun ist der ehemals größere der schnellere und kann durch den kleineren hindurchgleiten. Dieses Wechselspiel wiederholt sich theoretisch unendlich oft. Ein Wirbelring, der sich auf eine Wand zu bewegt, dehnt sich aus und wird langsamer, während ein Ring, der sich von der Wand weg bewegt, sich zusammenzieht und schneller wird.
Wirbelringe sind in turbulenten Strömungen von Flüssigkeiten und Gasen häufig anzutreffen, werden aber selten erkannt, es sei denn, die Bewegung der Flüssigkeit ist durch Schwebeteilchen gekennzeichnet, wie bei den Rauchringen, die oft absichtlich oder versehentlich von Rauchern erzeugt werden. Wirbelringe können auch bei Vulkanausbrüchen entstehen. Feuerwirbelringe sind oft ein Trick von Feuerschluckern. Sichtbare Wirbelringe können auch beim Abfeuern von Geschützen und beim Atompilz von Kernwaffenexplosionen entstehen. Wirbelringe sind auch in vielen biologischen Strömungen zu beobachten; Blut wird in die linke Herzkammer des Menschen in Form eines Wirbelrings abgegeben und Quallen oder Tintenfische haben gezeigt, dass sie sich im Wasser fortbewegen, indem sie periodisch Wirbelringe in die Umgebung entladen. Für industrielle Anwendungen erwies sich schließlich der synthetische Strahl oder Jet, bestehend aus periodisch geformten Wirbelringen, als attraktive Technologie zur Strömungskontrolle, zum Wärme- und Stofftransport und zur Schuberzeugung.

## Aufbau eines Wirbelrings

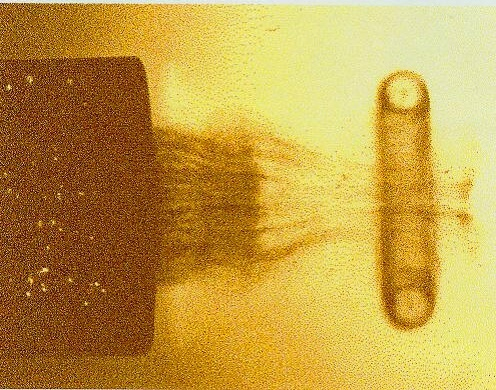
Funkenfotografiebild eines Wirbelrings im Flug.

In einem typischen Wirbelring bewegen sich die Flüssigkeitsteilchen auf nahezu kreisförmigen Bahnen um einen gedachten Kreis (den Kern), der senkrecht zu diesen Bahnen steht. Ein solcher torusförmiger Wirbelring entsteht, wenn Luft durch eine runde Öffnung strömt. Aufgrund der Viskosität der Luft ist die Strömungsgeschwindigkeit in der Mitte des Luftstroms am höchsten und nimmt zum Rand der Öffnung hin ab. Der austretende Luftstrom reißt die umgebenden Luftschichten mit sich und erzeugt eine Zone verminderten Drucks. In diese Zone strömt von außen Luft ein, die von der Strömung mitgerissen wird. Wenn der Luftstrom zum Erliegen kommt, wird die Luft vor der Öffnung abgebremst, wodurch der Unterdruck verschwindet und die einströmende Luft sich in Richtung ihres Ursprungs bewegt. Durch diese Kreisbewegung bildet sich ein geschichteter, stabiler und torusförmiger Wirbel.
Im Gegensatz zu einer Meereswelle, die sich nur scheinbar bewegt, reißt ein sich bewegender Wirbelring das rotierende Fluid tatsächlich mit sich. Ähnlich wie ein rotierendes Rad die Reibung zwischen einem Auto und dem Boden verringert, verringert die torusförmige Strömung des Wirbelrings die Reibung zwischen dem Kern und der umgebenden stationären Flüssigkeit. Dadurch kann der Wirbelring eine lange Strecke mit relativ geringem Verlust an Masse und kinetischer Energie zurücklegen und seine Größe und Form weitgehend beibehalten. Dies erklärt zum Beispiel, warum ein Rauchring noch lange weiterfliegt, nachdem sich der zusätzlich ausströmende Rauch verflüchtigt hat. Mit einem solchen Wirbelring kann man sogar eine Kerze aus mehreren Metern Entfernung ausblasen. Ohne die Wirbelbildung würde die Druckwelle, die von der Öffnung ausgeht und deren Stärke mit dem Quadrat der Entfernung abnimmt, nicht ausreichen, um die Kerze zu löschen.

## Erzeugung von Wirbelringen
Die Bildung von Wirbelringen fasziniert die Wissenschaft seit mehr als einem Jahrhundert, angefangen mit William Barton Rogers, denn Monophosphan PH3 mit einem Zusatz von Diphosphan P2H4 ist selbstentzündlich. William Barton Rogers beobachtete bei dieser explosiven Verbrennung von Phosphin an Luft einen Ring von weißem, rauchigem Phosphorsäuregas H3PO4. Es bildete sich ein Wirbel, der sich beim Aufsteigen ausdehnte, wobei die Teilchen innerhalb des Rings in einer kontinuierlichen Schleife zirkulierten. Auch untersuchte er den Entstehungsprozess von Luftringen in Flüssigkeiten und Flüssigkeitsringen in Flüssigkeiten eingehend. Insbesondere William Barton Rogers nutzte eine einfache experimentelle Methode, indem er einen Flüssigkeitstropfen auf eine freie Flüssigkeitsoberfläche fallen ließ. Ein solcher fallender farbiger Flüssigkeitstropfen, z. B. Milch oder gefärbtes Wasser, bildet aufgrund der Oberflächenspannung an der Grenzfläche unweigerlich einen Wirbelring.
Eine von G. I. Taylor vorgeschlagene Methode zur Erzeugung eines Wirbelrings besteht darin, eine Scheibe aus dem Ruhezustand durch einen Impuls in Bewegung zu versetzen. Die Strömung teilt sich und bildet einen zylindrischen Wirbel, und wenn man die Scheibe künstlich auflöst, erhält man einen isolierten Wirbelring. Dies ist der Fall, wenn jemand seine Kaffeetasse mit einem Löffel umrührt und die Ausbreitung eines Halbwirbels in der Tasse beobachtet.
Für die Erzeugung und Untersuchung von Ringwirbeln im Labor eignet sich beispielsweise ein 160 l Wasserbecken aus Plexiglas mit den Abmessungen 1 m × 0,4 m × 0,4 m. Die Strömungsgeschwindigkeit wird mit einem Laser-Doppler-Anemometer gemessen. Der Wirbelgenerator besteht aus einem Plexiglaszylinder von 20 cm Durchmesser in der Beckenwand, der zum Beckeninneren hin mit einem 25 cm langen Rohr von 5 cm Durchmesser abgeschlossen ist. Außerhalb des Beckens ist der Plexiglaszylinder über einen kurzen Schlauch mit einem Edelstahlzylinder gleichen Durchmessers verbunden. In diesem Vorschubzylinder bewegt sich ein Kolben mit Teflondichtung, dessen stoßartige Vorschubbewegung die Ringwirbel an der Rohrmündung im Becken erzeugt. Für die Festlegung der Anfangsbedingungen und die Reproduzierbarkeit der Ringwirbel ist eine genau definierte Kolbenbewegung von entscheidender Bedeutung.
Die Ringwirbelbildung zeigt die Anfärbung der wandnahen Flüssigkeitsschicht an der Rohrmündung. Die Streichlinienbilder geben qualitative Informationen über die Strömung während der Entstehungsphase. Mit Beginn der Kolbenbewegung bildet sich an der Rohrwand eine Grenzschicht aus, die sich am Rohrende ablöst und spiralförmig aufrollt. Das Zentrum des so gebildeten Wirbelkerns besteht aus Flüssigkeitspartikeln, die sich zu Beginn der Ausstoßbewegung unmittelbar am Rohrrand befanden. Während des Ausstoßvorgangs bildet die farbige und rotierende Flüssigkeitsschicht, die den sich aufrollenden Wirbel mit der Mündung verbindet, einen annähernd geraden Zylindermantel. Dieser markiert die Grenzfläche zwischen der verdrängten Flüssigkeit und der umgebenden Flüssigkeit, die teilweise in den Wirbel eingerollt wird. Die Entwicklung des Ringwirbels kann in 4 Stadien eingeteilt werden: Wirbelbildung, laminares Stadium, instabiler Bereich, turbulentes Stadium.

## Gebundene Wirbelringe

### Ringwirbel hinter frontal umströmten Kugeln oder Scheiben

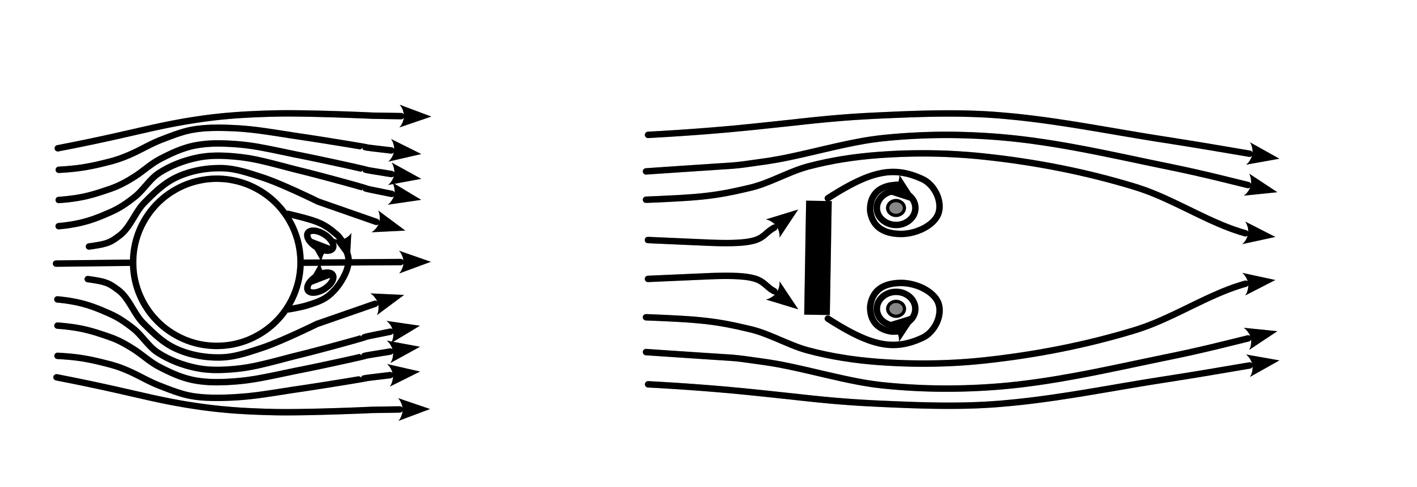
Ringwirbel hinter umströmten Kugeln und Scheiben bei nicht zu hohen Reynolds-Zahlen

Werden Kugeln oder Scheiben des Durchmessers D von einer viskosen Flüssigkeit der kinematischen Viskosität {\displaystyle \nu } frontal umströmt, so kann bei zu hoher Geschwindigkeit v die rotationssymmetrische Strömung der Form des Körpers nicht mehr folgen und es kommt stromabwärts zu einer Strömungsablösung. Dabei entsteht im Strömungsschatten der Kugel oder Scheibe ein gebundener Ringwirbel. Diese Wirbel sind zeitunabhängig und erhalten Energie und Wirbeldichte vom Rand her. Bei niedrigen Reynolds-Zahlen Re = v · D / {\displaystyle \nu } sind sie an die Kugel oder Scheibe gebunden. Mit steigender Reynolds-Zahl tritt die Strömungsablösung früher ein und der Ringwirbel wird größer. Gebundene Ringwirbel um umströmte Kugeln treten im Reynolds-Zahlbereich von 20 bis 400 auf.

### Wirbelringe bei Rohrströmungen

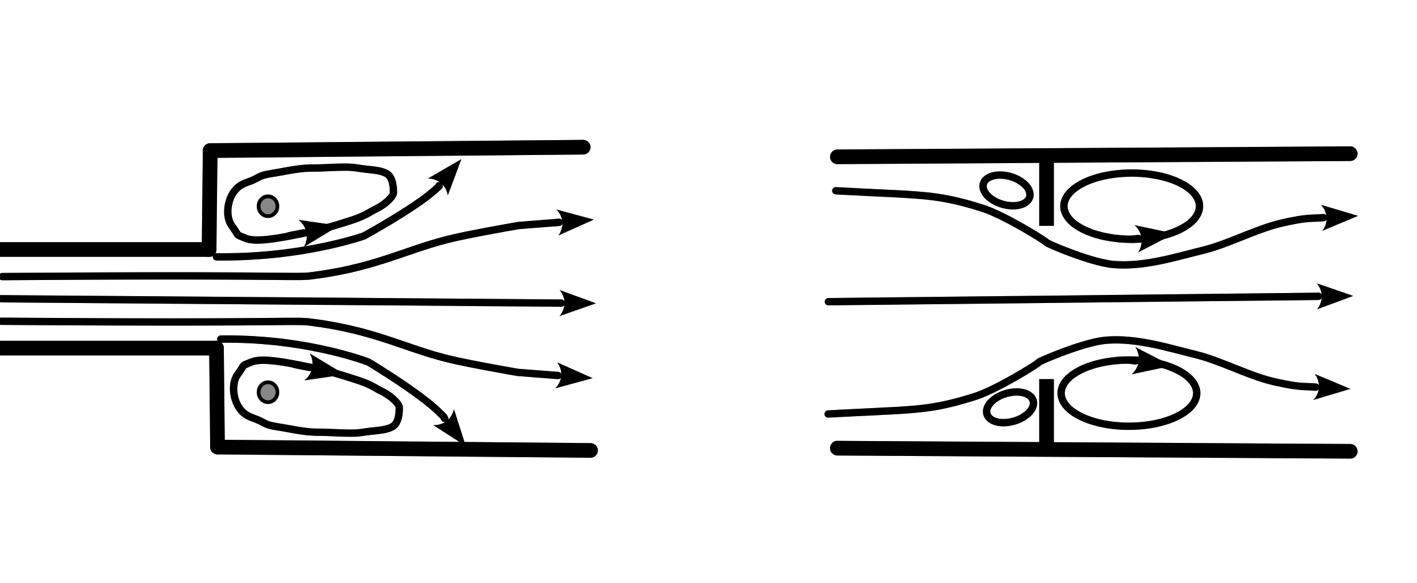
Wirbel bei Rohrerweiterungen und Lochblenden in Rohren

Gebundene Ringwirbel können hinter abrupten Rohrerweiterungen entstehen. Wird der Rohrquerschnitt plötzlich vergrößert, kann die Strömung dem vergrößerten Rohrquerschnitt nicht mehr folgen, was zu einer Strömungsablösung führt. In der entstehenden Totwasserzone bildet sich ein gebundener Ringwirbel. Bei Verengungen oder blendenförmigen Öffnungen im Rohr wird die Strömung in der Öffnung eingeschnürt. Diese Verengung wird als Vena contracta bezeichnet und reduziert den Durchfluss durch das Rohr. Strömungsablösungen können sowohl vor als auch hinter einem Hindernis auftreten und führen zur Ausbildung von Ringwirbeln im Totwasserbereich vor und hinter der Verengung.

### Wirbelringe stabilisieren den Flug der Samen des Löwenzahns

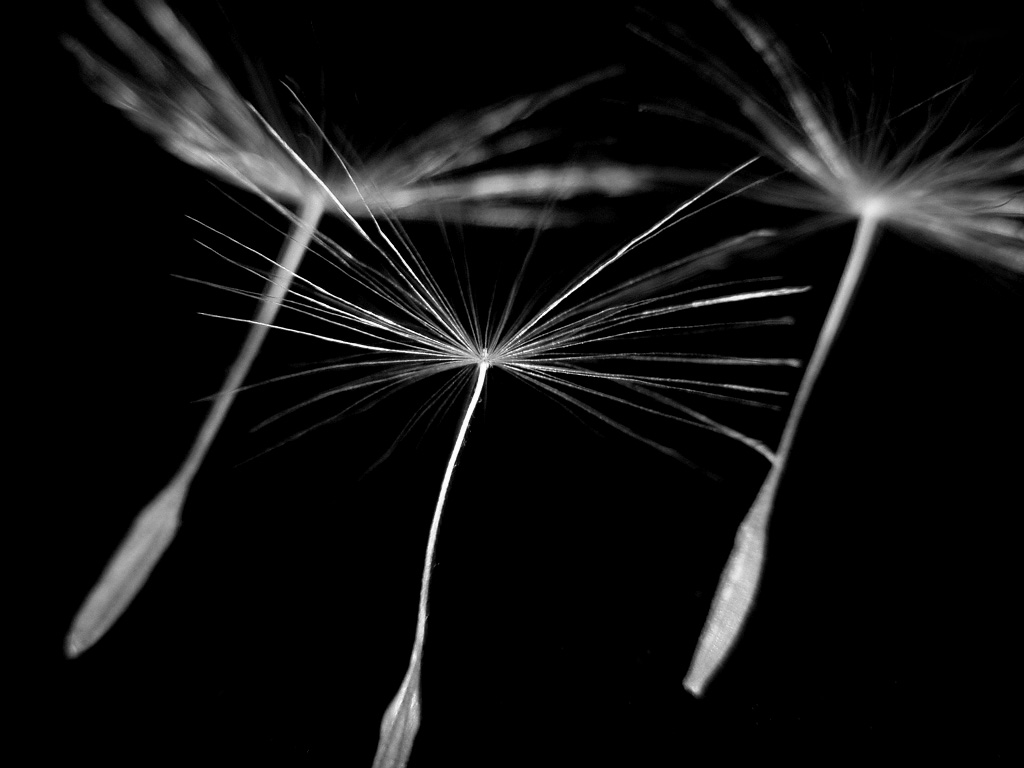
Schirmflieger (Pappus) des Löwenzahns, der zur Stabilisierung des Fluges einen separaten Wirbelring erzeugt

Es gibt Untersuchungen und Experimente über die Existenz von gebundenen Wirbelringen, wie sie im Windschatten des Pappus des Löwenzahns entstehen. Dieser spezielle Wirbelring stabilisiert den Samen auf seinem Weg durch die Luft und erhöht den Auftrieb des Samens. Im Gegensatz zu einem normalen Wirbelring, der stromabwärts getrieben wird, bleibt der axialsymmetrische gebundene Wirbelring während des gesamten Fluges am Pappus haften und nutzt den Luftwiderstand zur Verbesserung des Fluges. Diese Pusteblumenstrukturen wurden verwendet, um winzige batterielose drahtlose Sensoren herzustellen, die im Wind schweben und über ein großes Gebiet verteilt werden können.

### Wirbelringzustand eines Helikopters

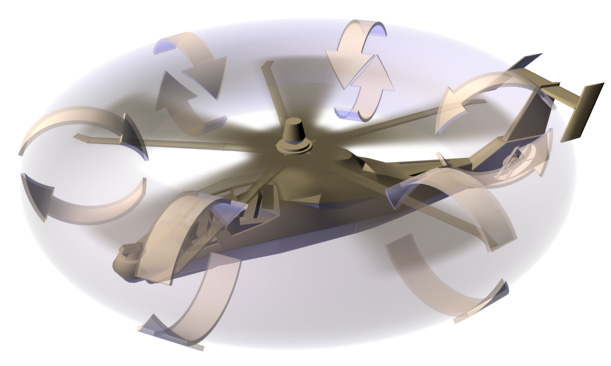
Die gekrümmten Pfeile zeigen die Zirkulation des Luftstroms um die Rotorscheibe an. Der abgebildete Hubschrauber ist der RAH-66 Comanche.

Wenn ein Hubschrauber bei geringer Vorwärtsgeschwindigkeit sehr schnell sinkt, kann er vom eigenen Abwind erfasst werden. Die Luft des Abwindes umströmt den Hauptrotor des Hubschraubers und wird von diesem wieder angesaugt. Dieser gefährliche Zustand wird als Wirbelringzustand oder Sinken im eigenen Rotorabwind bezeichnet. In diesem Zustand dreht sich die durch den Rotor nach unten strömende Luft nach außen, dann nach oben, nach innen und wieder nach unten durch den Rotor. Diese Umwälzung der Strömung kann einen großen Teil des Auftriebs zunichtemachen und zu einem katastrophalen Höhenverlust führen. Wird mehr Leistung gegeben (durch Erhöhung des Pitch), wird der Abwind, der den Hauptrotor nach unten zieht, weiter beschleunigt, was die Situation noch verschlimmert. Der Pilot hat nun große Schwierigkeiten, genügend Auftrieb zu erzeugen, um den Sinkflug zu stoppen.
Der Wirbelringzustand kann verlassen werden, indem der Hubschrauber wieder Fahrt aufnimmt, d. h. Steuerknüppel nach vorne. Der Abwind fließt dann wie im Reiseflug nach hinten ab und kann nicht mehr rezirkulieren.

## Freie Wirbelringe
Im Folgenden werden Ringwirbel beschrieben, die sich durch Beschleunigung oder Instabilität von Körpern gelöst haben und frei in der Flüssigkeit schweben. Solche freien Ringwirbel besitzen einen dicken Wirbeldichte-Kern. Der Kern kann sogar den gesamten Raum des Ringwirbels einnehmen. Ein Beispiel hierfür ist der Hillsche Kugelwirbel. Die Flüssigkeit in der Kugel kann nicht entweichen und wird mit dem Ringwirbel mitgerissen. Die Eigenschaft des Ringwirbels, Flüssigkeit über eine gewisse Strecke transportieren zu können, hat ihn bei Wissenschaftlern und Laien so bekannt gemacht. Der Ringwirbel des Zigarettenrauchers illustriert dies sehr anschaulich. Auch die Schnelligkeit und scheinbare Leichtigkeit, mit der sich Ringwirbel bewegen, tragen zu ihrer Beliebtheit bei.

### Rauchringe

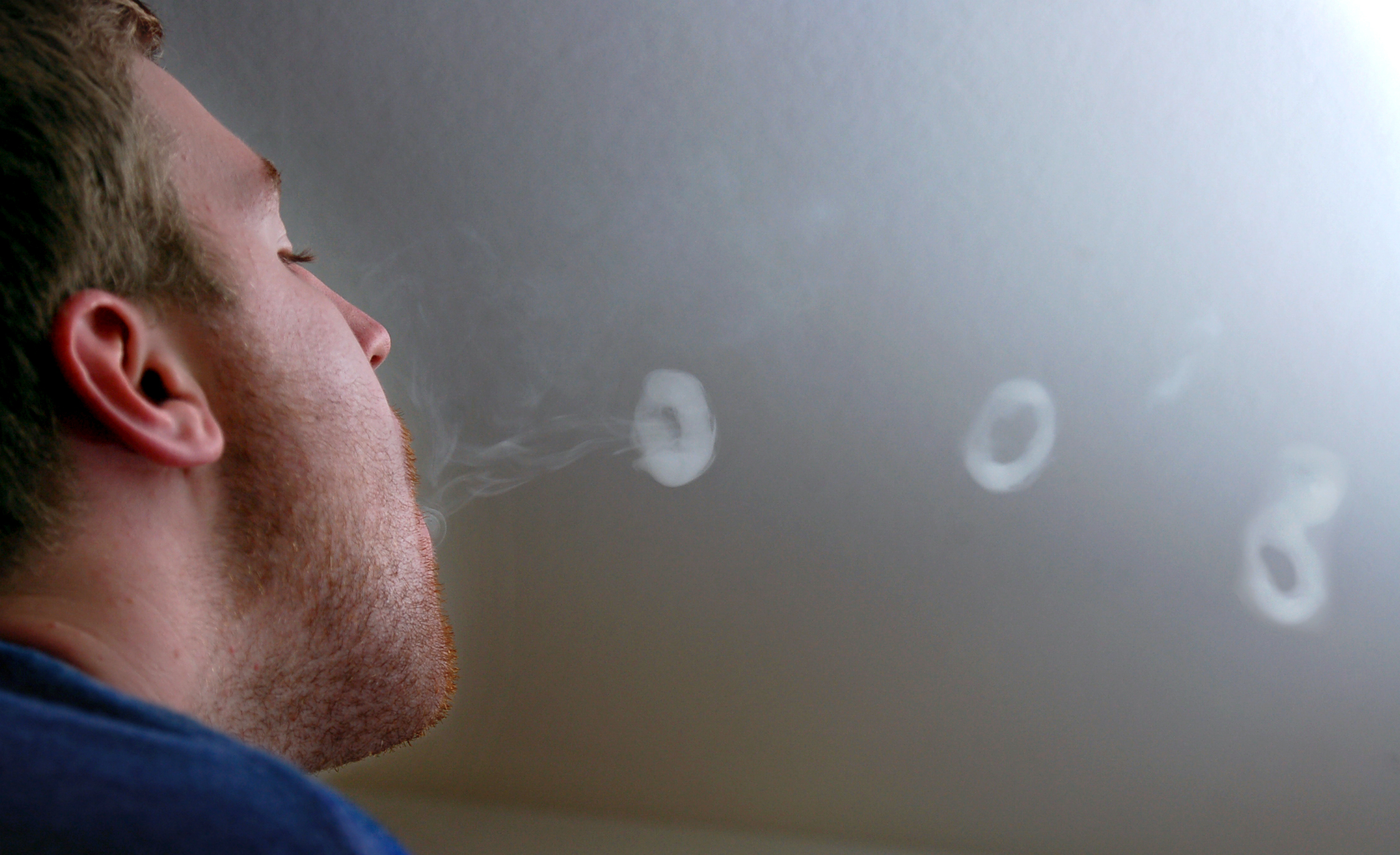
Vom Raucher erzeugte Rauchringe

Durch die Reibung des ausgeblasenen Rauches an der Mundöffnung entsteht ein Rauchwirbel. Es bildet sich eine Grenzfläche zwischen ruhender und bewegter Luft. Die Grenzfläche wird durch den Wirbel aufgerollt. Die sich aufrollende Vorderkante der Grenzfläche bildet einen Wirbelring. Dieser wird mit Luft versorgt, damit er wachsen kann. Tatsächlich bilden Wirbel und Grenzfläche eine Einheit. Während des Wachstums entfernt sich der Wirbel von der Mundöffnung stromabwärts und bildet einen abgegrenzten Luftstrahl. Der Rauch bleibt auf ein relativ kleines, kreisringförmiges Volumen konzentriert.
Rauchringe sind stabil und fliegen weit. Sie dehnen sich aus, wenn sie auf eine Oberfläche treffen. Der reale Rauchwirbel wird durch die hydrodynamische Wirkung seines Spiegelwirbels erweitert, wenn er sich einer Wand nähert. Geschickte Raucher können auch zeigen, wie zwei Rauchwirbel ineinander hindurchgehen. In einer Billardszene des Films »Das größte Spiel seines Lebens« gelingt es einem Raucher, einen Rauchring um eine Billardkugel zu legen. Mittlerweile gibt es viele Anleitungen für Rauchtricks im Internet.

### Ringwirbel im menschlichen Herzen
Im linken Ventrikel des menschlichen Herzens bildet sich während der Herzentspannung (Diastole) ein Wirbelring, wenn ein Blutstrahl durch die Mitralklappe einströmt. Dieses Phänomen wurde zunächst in vitro beobachtet und später durch Analysen auf der Grundlage der Doppler-Echokardiographie und der Magnetresonanztomographie bestätigt. Einige neuere Studien haben ebenfalls das Vorhandensein eines Wirbelrings während der schnellen Füllungsphase in der Diastole bestätigt und implizieren, dass der Prozess der Wirbelringbildung die Dynamik des Mitralanulus beeinflussen kann.
Inzwischen wurde die dreidimensionale Strömungsstruktur in der menschlichen Herzkammer für einen Herzzyklus berechnet. Beim Öffnen der Mitral- und Trikuspidalklappe entstehen im linken und rechten Ventrikel Einströmjets, die nach einem Viertel des Herzzyklus von Ringwirbeln begleitet werden. Diese Ringwirbel kompensieren die abgebremsten Einströmjets im ruhenden Fluid. Weitere Ringwirbel entstehen nach den Helmholtzschen Wirbelsätzen in den Vorhöfen.

### Wirbelringe aus Luftblasen
Blasenringe, d. h. Wirbelringe aus Luftblasen im Wasser, entstehen durch das Ausströmen von Luft unter Wasser. Solche Ringe werden häufig von Tauchern und Delphinen erzeugt.

### Vulkane stoßen Rauchringe aus

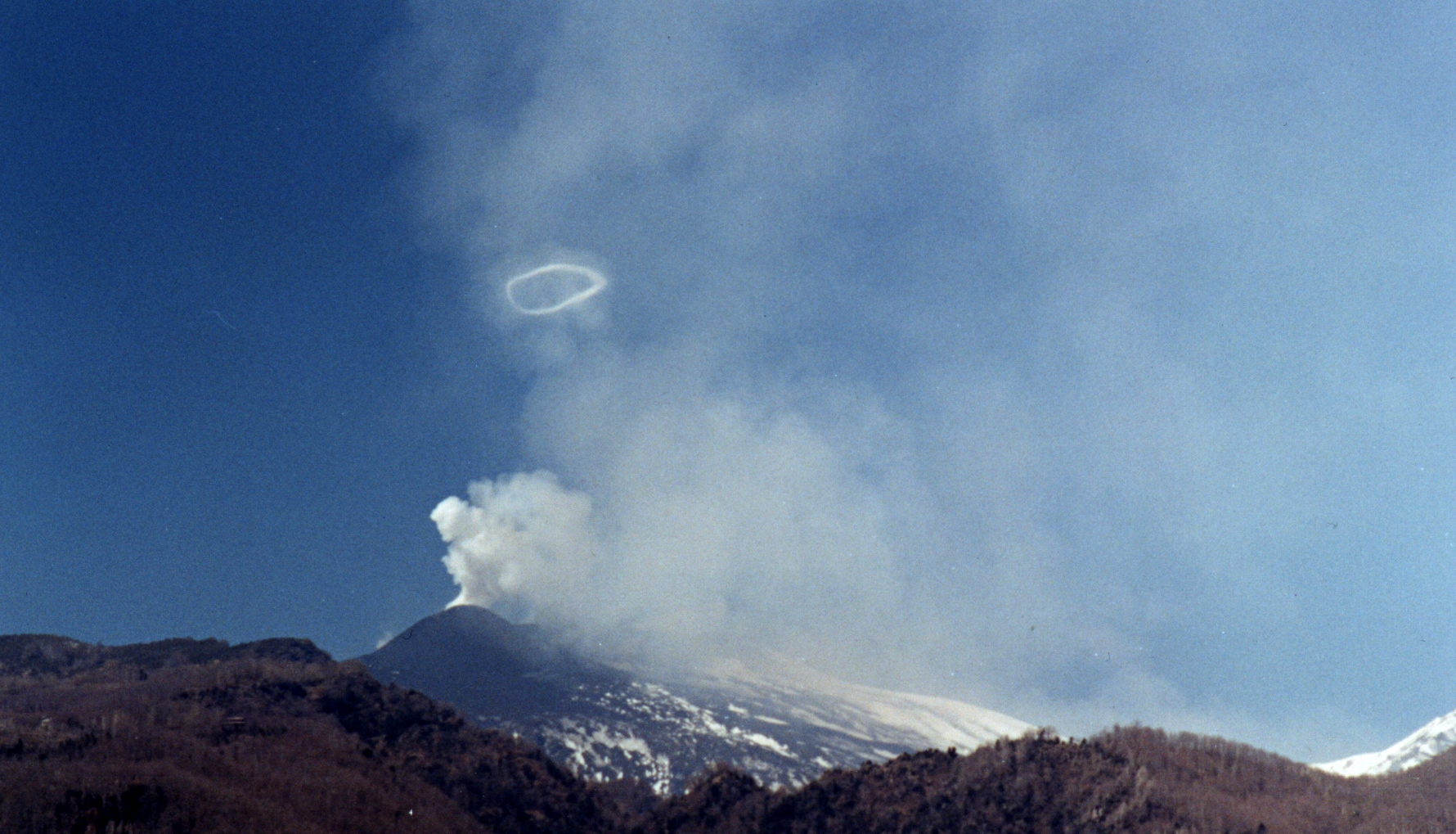
Vulkan Ätna stößt Rauchringe aus

Unter bestimmten Bedingungen können einige Vulkanschlote große sichtbare Wirbelringe erzeugen. Obwohl es sich um ein seltenes Phänomen handelt, wurden an mehreren Vulkanen massive Wirbelringe beobachtet, wenn austretender Dampf und Gas sich verdichten und sichtbare Wirbelringe bilden:
- Ätna,[31][32] Italien (Sizilien)
- Stromboli[33], Italien (Liparische Inseln)
- Eyjafjallajökull,[34] Island
- Hekla[35], Island
- Pacaya[36], Guatemala
- Mount Redoubt[37], Vereinigte Staaten (Alaska)
- Aso,[38], Japan (Kyushu)
- Whakaari (White Island)[39], Neuseeland
- Momotombo[40], Nicaragua (León)

## Theorie

### Geschichtliches
Bereits 1755 wies Leonhard Euler darauf hin, dass es Fluidbewegungen gibt für die kein Geschwindigkeitspotential existiert. Als Beispiel führte er die Festkörperrotation an, bei der alle Teilchen mit gleicher, nicht verschwindender Winkelgeschwindigkeit um eine Achse rotieren. Erstmals mathematisch analysiert wurden Wirbelringe von dem deutschen Physiker Hermann von Helmholtz in seiner 1858 erschienenen Arbeit Über Integrale der hydrodynamischen Gleichungen, welche den Wirbelbewegungen entsprechen.

### Kreisförmige Wirbel

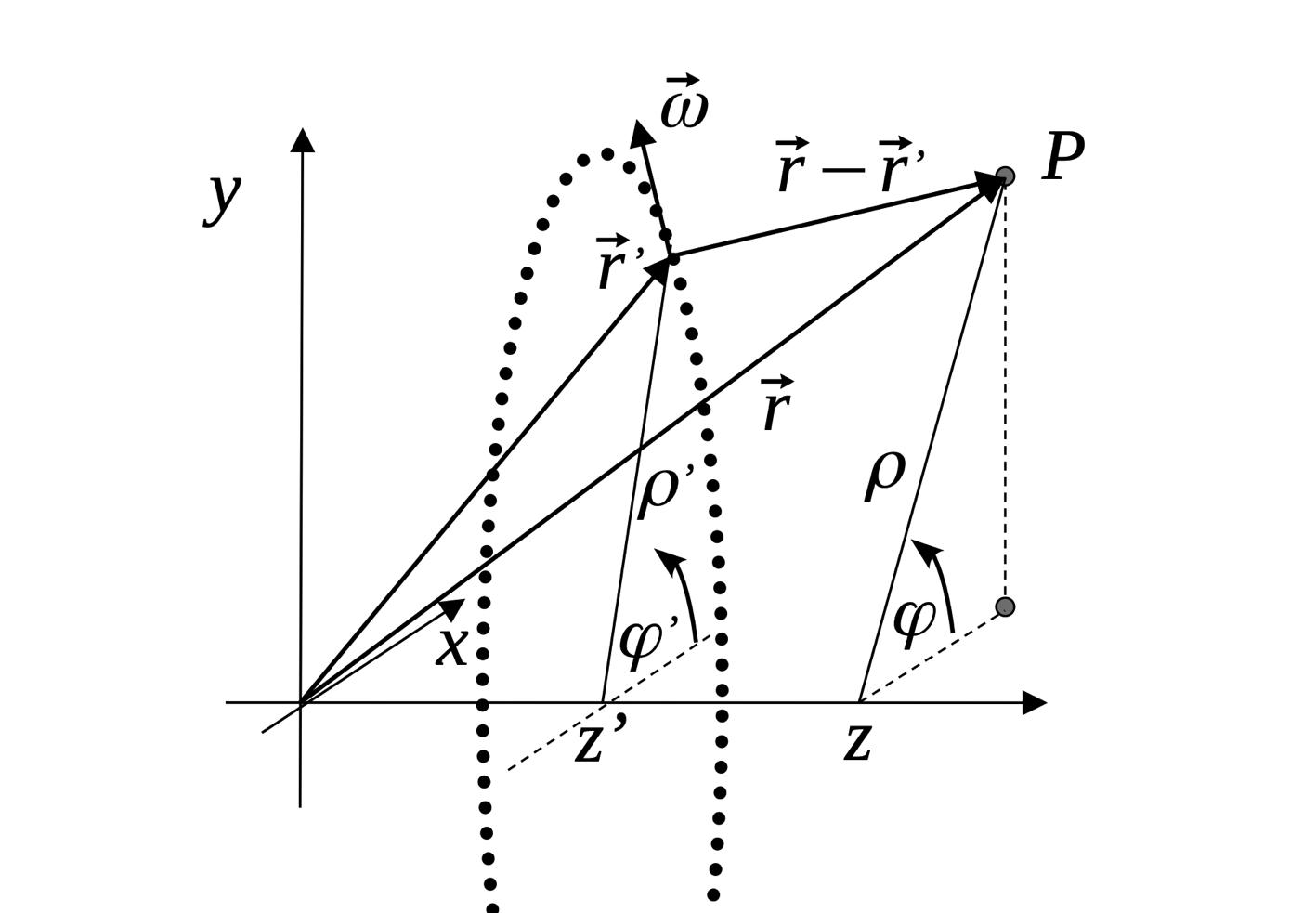
Durch einen Wirbelring induzierte Geschwindigkeit bei ‘‘P‘‘

In einem inkompressiblen Fluid ist die Dichte {\displaystyle \varrho } konstant ({\displaystyle {\dot {\varrho }}=0}) und nach der Kontinuitätsgleichung verschwindet die Divergenz der Geschwindigkeit {\displaystyle \nabla \cdot {\vec {v}}=0}.
Bei Rotationssymmetrie um die Achse z hängt die Geschwindigkeit {\displaystyle {\vec {v}}=(v_{\rho },v_{\varphi },v_{z})} nicht vom Winkel {\displaystyle \varphi } ab und die Kontinuitätsgleichung in Zylinderkoordinaten (ρ,{\displaystyle \varphi },z) lautet mit {\displaystyle \partial v_{\varphi }/\partial \varphi =0}:
{\displaystyle \nabla \cdot {\vec {v}}={\frac {1}{\rho }}{\frac {\partial (\rho v_{\rho })}{\partial \rho }}+{\frac {\partial v_{z}}{\partial z}}=0}
Die Divergenzfreiheit erfüllt die mit der Stokes’schen Stromfunktion {\displaystyle \Psi } gebildete Geschwindigkeit identisch:
{\displaystyle v_{\rho }={\frac {1}{\rho }}{\frac {\partial \Psi (\rho ,z)}{\partial z}}\quad {\text{und}}\quad v_{z}=-{\frac {1}{\rho }}{\frac {\partial \Psi (\rho ,z)}{\partial \rho }}}
Die Wirbeldichte {\displaystyle {\vec {\omega }}} hat bei dieser Geschwindigkeit nur eine nicht verschwindende Komponente
{\displaystyle \omega _{\varphi }=(\nabla \times {\vec {v}})_{\varphi }=\left({\frac {\partial v_{\rho }}{\partial z}}-{\frac {\partial v_{z}}{\partial \rho }}\right)_{\varphi }={\frac {1}{\rho }}\left({\frac {\partial ^{2}\Psi }{\partial \rho ^{2}}}-{\frac {1}{\rho }}{\frac {\partial \Psi }{\partial \rho }}+{\frac {\partial ^{2}\Psi }{\partial z^{2}}}\right)_{\varphi }=(\nabla \times (\nabla \times {\vec {\psi }}))_{\varphi }}
mit {\displaystyle {\vec {\psi }}=-(\Psi /\rho ){\vec {e}}_{\varphi }}. Für einen einzelnen Wirbelring mit der Dicke Null wird die Wirbeldichte durch eine Dirac-Delta-Funktion als {\displaystyle \omega _{\varphi }\left(\rho ,z\right)=\Gamma \delta \left(\rho -\rho '\right)\delta \left(z-z'\right)} dargestellt, wobei {\displaystyle \left(\rho ,z\right)} die Koordinaten des Wirbelfadens der Zirkulation {\displaystyle \Gamma } in der Ebene senkrecht zur Achse z bezeichnet. Die Stokes’sche Stromfunktion {\displaystyle \Psi } im Punkt P(x,y,z) zu dieser Differentialgleichung lautet mit {\displaystyle \vartheta =\varphi -\varphi '}
{\displaystyle \Psi (\rho ,z)=-{\frac {\Gamma \rho \rho '}{4\pi }}\int _{0}^{2\pi }{\frac {\cos \vartheta }{|{\vec {r}}-{\vec {r}}'|}}{\text{d}}\vartheta \quad {\text{mit}}\quad |{\vec {r}}-{\vec {r}}'|={\sqrt {(z-z')^{2}+\rho ^{2}+\rho '^{2}-2\rho \rho '\cos \vartheta }}}
Die Integration liefert mit der Landenschen Transformation den eleganten Ausdruck
{\displaystyle \Psi (\rho ,z)=-{\frac {\Gamma }{2\pi }}\left(r_{1}+r_{2}\right)\left[K(\lambda )-E(\lambda )\right]}
mit {\displaystyle r_{1}^{2}=\left(z-z'\right)^{2}+\left(\rho -\rho '\right)^{2}\qquad r_{2}^{2}=\left(z-z'\right)^{2}+\left(\rho +\rho '\right)^{2}\qquad {\text{und }}\lambda ={\frac {r_{2}-r_{1}}{r_{2}+r_{1}}}},
wobei r1 und r2 der kleinste bzw. größte Abstand des Punktes P(x,y,z) zur Wirbellinie ist.
Dabei ist {\displaystyle K} das vollständige elliptische Integral erster Art in Legendre-Normalform
{\displaystyle K(\lambda ):=\int _{0}^{\pi /2}{\frac {{\text{d}}\vartheta }{\sqrt {1-\lambda ^{2}\sin ^{2}\vartheta }}}}
und {\displaystyle E} das vollständige elliptische Integral zweiter Art in Legendre-Normalform.
{\displaystyle E(\lambda ):=\int _{0}^{\pi /2}{\sqrt {1-\lambda ^{2}\sin ^{2}\vartheta }}\,{\text{d}}\vartheta }
Eine kreisförmige Wirbellinie mit Radius R ist der Grenzfall eines dünnen Wirbelrings mit verschwindendem Wirbelkerndurchmesser. Liegt der Punkt P(x,y,z) auf der Wirbellinie, d. h. interessiert die Rückwirkung des Ringwirbels auf sich selbst, so wird r1 = 0 und r2 = 2R. Mit λ = 1 wird
{\displaystyle K(\lambda =1)=\int _{0}^{\pi /2}{\frac {{\text{d}}\vartheta }{\sqrt {1-\sin ^{2}\vartheta }}}=\int _{0}^{\pi /2}{\frac {{\text{d}}\vartheta }{\cos \vartheta }}=\ln \tan {\frac {\pi }{2}}-\ln \tan {\frac {\pi }{4}}=\ln \infty -\ln 1=\infty }
und
{\displaystyle E(1)=\int _{0}^{\pi /2}{\sqrt {1-\sin ^{2}\vartheta }}\,{\text{d}}\vartheta =\int _{0}^{\pi /2}\cos \vartheta \,{\text{d}}\vartheta =1}
Mit {\displaystyle \Psi \rightarrow -\infty } wird die Geschwindigkeit {\displaystyle v(\Psi )} des Rings unendlich, ebenso wie die kinetische Energie ~ v2. Der hydrodynamische Impuls {\displaystyle I} mit der Flüssigkeitsdichte {\displaystyle \varrho } lautet
{\displaystyle I=\pi \varrho \iint \rho ^{2}\omega \,{\text{d}}A=\pi \varrho R^{2}\iint \omega \,{\text{d}}A=\pi \varrho R^{2}\,\Gamma }
mit der Zirkulation {\displaystyle \Gamma =\iint \omega \,{\text{d}}A} des Wirbelrings. Für einen Wirbelring mit bekannter Wirbeldichte {\displaystyle {\vec {\omega }}} und Zirkulation {\displaystyle \Gamma } gibt es eine direkte Möglichkeit das Geschwindigkeitsfeld {\displaystyle {\vec {v}}} zu berechnen, für das {\displaystyle {\vec {\omega }}=\nabla \times {\vec {v}}} gilt:
| {\displaystyle {\vec {v}}({\vec {r}})=-{\frac {\Gamma }{4\pi }}\int {\frac {({\vec {r}}-{\vec {r}}')\times {\text{d}}{\vec {s}}}{\|{\vec {r}}-{\vec {r}}'\|^{3}}}} |  | (1) |
| {\displaystyle {\vec {v}}({\vec {r}})=-{\frac {\Gamma }{4\pi }}\int {\frac {({\vec {r}}-{\vec {r}}')\times {\text{d}}{\vec {s}}}{\|{\vec {r}}-{\vec {r}}'\|^{3}}}} |  | (1) |
mit der Integration d{\displaystyle {\vec {s}}} entlang des Wirbelfadens. Die in der Mitte des Ringes {\displaystyle {\vec {r}}={\vec {0}}} mit Radius R induzierte Geschwindigkeit aller Ringelemente {\displaystyle {\vec {r}}'=R\,{\vec {e}}_{\rho }} beträgt:
| {\displaystyle {\vec {v}}({\vec {0}})=-{\frac {\Gamma }{4\pi }}\int {\frac {({\vec {r}}-{\vec {r}}')\times {\text{d}}{\vec {s}}}{\|{\vec {r}}-{\vec {r}}'\|^{3}}}={\frac {\Gamma }{4\pi }}\int _{0}^{2\pi }{\frac {R\,{\vec {e}}_{\rho }\times (R\,{\text{d}}\vartheta ){\vec {e}}_{\vartheta }}{R^{3}}}={\frac {\Gamma }{4\pi }}{\frac {2\pi }{R}}{\vec {e}}_{z}={\frac {\Gamma }{2R}}{\vec {e}}_{z}} |  | (2) |
| {\displaystyle {\vec {v}}({\vec {0}})=-{\frac {\Gamma }{4\pi }}\int {\frac {({\vec {r}}-{\vec {r}}')\times {\text{d}}{\vec {s}}}{\|{\vec {r}}-{\vec {r}}'\|^{3}}}={\frac {\Gamma }{4\pi }}\int _{0}^{2\pi }{\frac {R\,{\vec {e}}_{\rho }\times (R\,{\text{d}}\vartheta ){\vec {e}}_{\vartheta }}{R^{3}}}={\frac {\Gamma }{4\pi }}{\frac {2\pi }{R}}{\vec {e}}_{z}={\frac {\Gamma }{2R}}{\vec {e}}_{z}} |  | (2) |
mit {\displaystyle {\text{d}}{\vec {s}}=(R\,{\text{d}}\vartheta ){\vec {e}}_{\vartheta }}. Die Ringgeschwindigkeit ist umso größer, je kleiner der Ringradius R ist und weist in die Richtung der Achse z senkrecht zur Ringebene.
| Originalnotation und Bemerkungen |
| Für einen einzelnen Wirbelring mit der Dicke Null wird die Wirbeldichte durch eine Dirac-Delta-Funktion als {\displaystyle \omega \left({\tilde {\omega }},x\right)=\varkappa \delta \left({\tilde {\omega }}-{\tilde {\omega }}'\right)\delta \left(x-x'\right)} dargestellt, wobei {\displaystyle \left({\tilde {\omega }}',x'\right)} die Koordinaten des Wirbelfadens der Zirkulation {\displaystyle \varkappa } in der Ebene senkrecht zur Achse {\displaystyle x} bezeichnet. Die Stokes’sche Stromfunktion ist: {\displaystyle \Psi (r,x)=-{\frac {\varkappa }{2\pi }}\left(r_{1}+r_{2}\right)\left[K_{1}(\lambda )-E_{1}(\lambda )\right]} mit {\displaystyle r_{1}^{2}=\left(x-x'\right)^{2}+\left({\tilde {\omega }}-{\tilde {\omega }}'\right)^{2}\qquad r_{2}^{2}=\left(x-x'\right)^{2}+\left({\tilde {\omega }}+{\tilde {\omega }}'\right)^{2}\qquad {\text{und }}\lambda ={\frac {r_{2}-r_{1}}{r_{2}+r_{1}}}}, wobei {\displaystyle r_{1}} und {\displaystyle r_{2}} der kleinste bzw. größte Abstand des Punktes {\displaystyle P({\tilde {\omega }},x)} zur Wirbellinie ist. Dabei ist {\displaystyle K_{1}} das vollständige elliptische Integral erster Art in Legendre-Normalform {\displaystyle K_{1}(\lambda ):=\int _{0}^{\pi /2}{\frac {{\text{d}}\vartheta }{\sqrt {1-\lambda ^{2}\sin ^{2}\vartheta }}}} und {\displaystyle E_{1}} das vollständige elliptische Integral zweiter Art in Legendre-Normalform >. {\displaystyle E_{1}(\lambda ):=\int _{0}^{\pi /2}{\sqrt {1-\lambda ^{2}\sin ^{2}\vartheta }}\;{\text{d}}\vartheta } Eine kreisförmige Wirbellinie ist der Grenzfall eines dünnen Wirbelrings. Da es keine Kerndicke gibt, ist die Geschwindigkeit des Rings unendlich, ebenso wie die kinetische Energie. Der hydrodynamische Impuls {\displaystyle I} kann durch die Zirkulation {\displaystyle \varkappa } des Wirbelrings ausgedrückt werden als {\displaystyle I=\varrho \pi \varkappa R^{2}}. |

### Dünner Ringwirbel

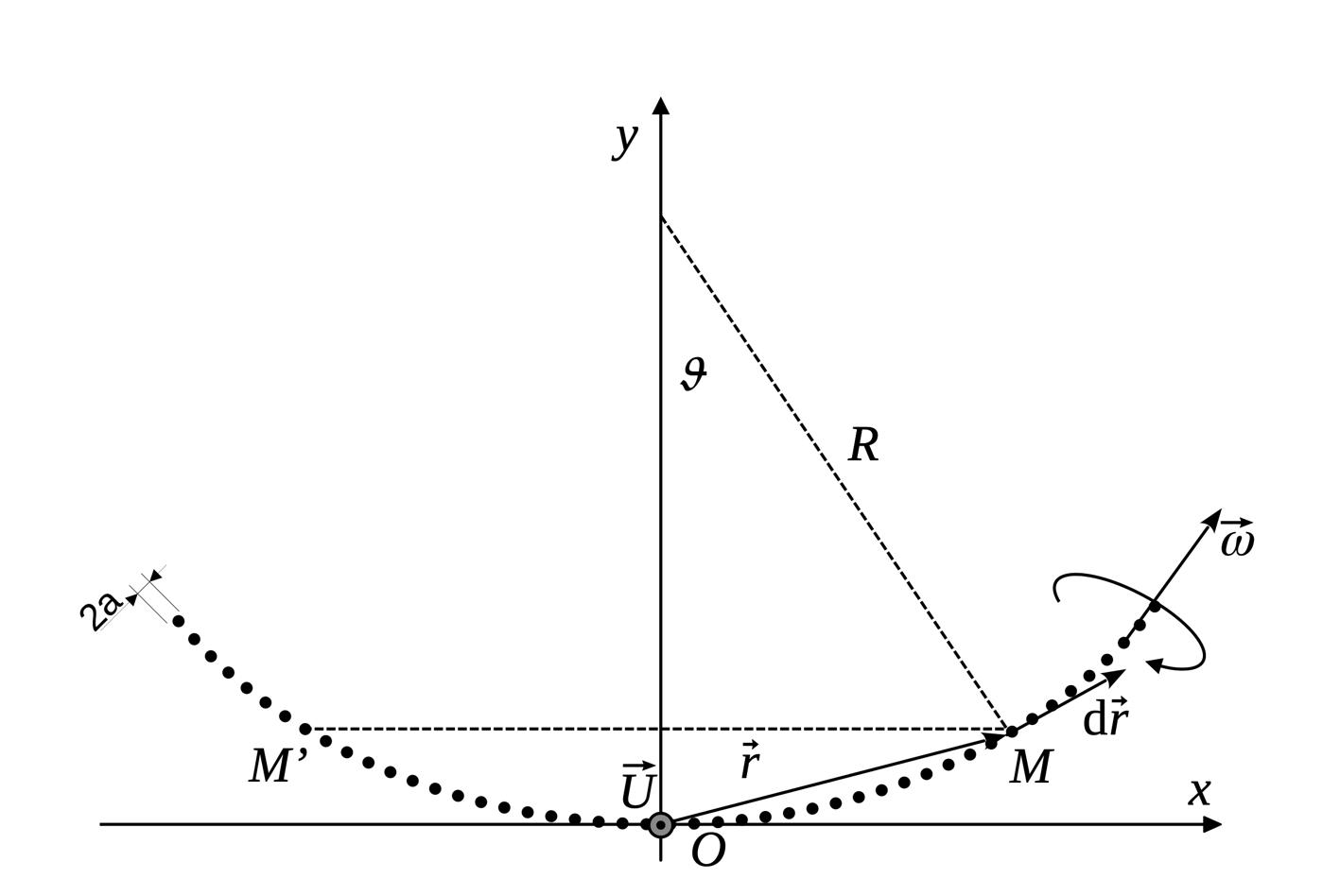
Das Geschwindigkeitsfeld, das ein Ringwirbel auf sich selbst im Punkt O induziert

Ein einzelner gerader Wirbel {\displaystyle (}R{\displaystyle \rightarrow \infty \Rightarrow v\rightarrow 0)} in einer ruhenden Flüssigkeit bewegt sich nicht, wenn er weit von einer Wand entfernt ist. Ein Ringwirbel verhält sich jedoch anders. Das Geschwindigkeitsfeld eines Punktes des Ringwirbels beeinflusst das Geschwindigkeitsfeld des diametral gegenüberliegenden Punktes. Das Geschwindigkeitsfeld des ersten Punktes bestimmt die Geschwindigkeit des Zentrums des gegenüberliegenden Punktes, und umgekehrt. Bei einem Ringwirbel sind die beiden gegenüberliegenden Wirbel gleich stark, drehen sich aber in entgegengesetzte Richtungen. Die resultierende Geschwindigkeit des Wirbelsystems kann als Überlagerung der Geschwindigkeiten der beiden Wirbelpunkte aufgefasst werden, wodurch das System eine bestimmte Translationsgeschwindigkeit erhält, die senkrecht zur Verbindungslinie der Drehpunkte gerichtet ist. Alle Punkte entlang der Ringwirbellinie arbeiten zusammen, um die geradlinige Bewegung des Ringwirbels zu erzeugen.
Der unendlich dünne Wirbelkern, beschrieben durch die Delta-Distribution, verhindert die Berechnung der Rückwirkung des Wirbelrings auf sich selbst. Die Geschwindigkeit und die kinetischen Energie divergieren für eine kreisförmige Wirbellinie. Es ist jedoch möglich, diese Größen für einen Wirbelring abzuschätzen, dessen Querschnittsradius a verschwindend klein gegenüber dem Ringradius R ist: a / R {\displaystyle \ll } 1. Für eine gleichmäßige Wirbeldichteverteilung {\displaystyle \omega (\rho ,z)=\omega _{0}} im Kern kann die Stokes’sche Stromfunktion durch ein Integral über den gesamten Wirbelring dargestellt werden:
{\displaystyle \Psi (\rho ,z)=-{\frac {1}{2\pi }}\iint \left[K(\lambda )-E(\lambda )\right]\left(r_{1}+r_{2}\right)\omega \,{\text{d}}\rho '\,{\text{d}}z'=-{\frac {\omega _{0}}{2\pi }}\iint \left[K(\lambda )-E(\lambda )\right]\left(r_{1}+r_{2}\right)\,{\text{d}}\rho '\,{\text{d}}z'}
mit {\displaystyle r_{1}^{2}=\left(z-z'\right)^{2}+\left(\rho -\rho '\right)^{2}\qquad r_{2}^{2}=\left(z-z'\right)^{2}+\left(\rho +\rho '\right)^{2}\qquad {\text{und }}\lambda ={\frac {r_{2}-r_{1}}{r_{2}+r_{1}}}}
Der höchste Beitrag zum Integral erfolgt durch die Werte von λ nahe 1. Das ist, wenn man innerhalb und in der Nähe des Kernrings schreiben kann: r1 / r2 {\displaystyle \ll } 1, r2 {\displaystyle \approx } 2R und k12 = 1 - λ2 {\displaystyle \approx } 2r1 / R. In diesem Grenzfall können die elliptischen Integrale angenähert werden durch
{\displaystyle {\begin{aligned}K(\lambda \approx 1)&=\int _{0}^{\pi /2}{\frac {{\text{d}}\vartheta }{\sqrt {1-\lambda ^{2}\sin ^{2}\vartheta }}}=\int _{0}^{{\frac {\pi }{2}}-\psi '}{\frac {{\text{d}}\psi }{\sqrt {\cos ^{2}\psi +k_{1}^{2}\sin ^{2}\psi }}}+\int _{0}^{\psi '}{\frac {{\text{d}}\varphi }{\sqrt {\sin ^{2}\varphi +k_{1}^{2}\cos ^{2}\varphi }}}=\\&=\int _{0}^{{\frac {\pi }{2}}-\psi '}{\frac {{\text{d}}\psi }{\cos \psi }}+\int _{0}^{\psi '}{\frac {{\text{d}}\varphi }{\sqrt {\psi '^{2}+k_{1}^{2}}}}=\ln \tan \left({\frac {\pi }{2}}-{\frac {\psi '}{2}}\right)+\ln {\frac {\psi '+{\sqrt {\psi '^{2}+k_{1}^{2}}}}{k_{1}}}\approx \\&\approx -\ln {\frac {\psi '}{2}}+\ln {\frac {2\psi '}{k_{1}}}=\ln {\frac {4}{k_{1}}}={\frac {1}{2}}\ln {\frac {16}{1-\lambda ^{2}}}={\frac {1}{2}}\ln {\frac {8R}{r_{1}}}\\E(\lambda \approx 1)&=\int _{0}^{\pi /2}{\sqrt {1-\lambda ^{2}\sin ^{2}\vartheta }}\,{\text{d}}\vartheta \approx \int _{0}^{\pi /2}{\sqrt {1-\sin ^{2}\vartheta }}\,{\text{d}}\vartheta =\int _{0}^{\pi /2}\cos \vartheta \,{\text{d}}\vartheta =\sin \vartheta {\bigg |}_{0}^{\pi /2}=1\end{aligned}}}
Die Stokes’sche Stromfunktion lautet somit näherungsweise
{\displaystyle \Psi (\rho ,z)\approx -{\frac {\omega _{0}}{4\pi }}\iint \left(\ln {\frac {8R}{r_{1}}}-2\right)\left(r_{1}+r_{2}\right)\,{\text{d}}\rho '\,{\text{d}}z'\approx -{\frac {\omega _{0}}{2\pi }}R\iint \left(\ln {\frac {8R}{r_{1}}}-2\right)\,{\text{d}}\rho '\,{\text{d}}z'}
mit {\displaystyle (r_{1}+r_{2})\approx 2R}. Die Integration über die Querschnittsebene mit Polarkoordinaten {\displaystyle (s,\chi )} ergibt mit {\displaystyle r_{1}={\sqrt {s^{2}+s'^{2}-2ss'\cos(\chi -\chi '\,)}}}:
{\displaystyle \Psi (s)=-{\frac {\omega _{0}}{2\pi }}R\int _{0}^{a}\int _{0}^{2\pi }\left(\ln {\frac {8R}{r_{1}}}-2\right)\,s'{\text{d}}s'\,{\text{d}}\chi '=-{\frac {\omega _{0}}{2}}Ra^{2}\left(\ln {\frac {8R}{a}}-{\frac {3}{2}}-{\frac {1}{2}}{\frac {s^{2}}{a^{2}}}\right)}
mit der einzig variablen Größe {\displaystyle \omega _{0}Rs^{2}/4}. Die Senkrechte auf die Strömung {\displaystyle \nabla \Psi \sim s{\vec {e}}_{s}} weist in radialer Richtung. In dieser Näherung bilden die Stromlinien innerhalb des Querschnittes konzentrische Kreise, wobei die Geschwindigkeit v im Abstand s vom Mittelpunkt {\displaystyle v=\partial \Psi /\partial s=\omega _{0}Rs/2} beträgt.
Daraus folgen die Zirkulation {\displaystyle \Gamma }
{\displaystyle \Gamma =\iint \omega \,{\text{d}}A=\omega _{0}\int _{0}^{a}\int _{0}^{2\pi }s'\,{\text{d}}s'\,{\text{d}}\chi '=\pi \omega _{0}a^{2}},
der hydrodynamische Impuls {\displaystyle I} mit der Flüssigkeitsdichte {\displaystyle \varrho }
{\displaystyle I=\pi \varrho \iint \rho ^{2}\omega \,{\text{d}}A=\pi \varrho \omega _{0}R^{2}\iint \,{\text{d}}A=\pi \varrho \omega _{0}R^{2}\pi a^{2}=\pi \varrho \Gamma R^{2}}
und die kinetische Energie {\displaystyle T}:
{\displaystyle T=-\pi \varrho \iint \Psi \omega \,{\text{d}}\rho \,{\text{d}}z=\pi \varrho \omega _{0}{\frac {\omega _{0}}{2}}Ra^{2}\int _{0}^{a}\int _{0}^{2\pi }\left(\ln {\frac {8R}{a}}-{\frac {3}{2}}-{\frac {1}{2}}{\frac {s'^{2}}{a^{2}}}\right)s'\,{\text{d}}s'\,{\text{d}}\chi '={\frac {1}{2}}\varrho \Gamma ^{2}R\left(\ln {\frac {8R}{a}}-{\frac {7}{4}}\right)}
Es ist auch möglich, die translatorische Ringgeschwindigkeit (die endlich ist) eines solchen isolierten dünnkernigen Wirbelrings zu bestimmen:
{\displaystyle U={\frac {T}{2I}}+{\frac {3}{8\pi }}{\frac {\Gamma }{R}}={\frac {1}{2}}{\frac {\varrho \Gamma ^{2}R}{2\pi \varrho \Gamma R^{2}}}\left(\ln {\frac {8R}{a}}-{\frac {7}{4}}\right)+{\frac {3}{8\pi }}{\frac {\Gamma }{R}}={\frac {\Gamma }{4\pi R}}\left(\ln {\frac {8R}{a}}-{\frac {1}{4}}\right)}
Das ist der bekannte Ausdruck, der von Kelvin gefunden und in der englischen Übersetzung von P. G. Tait von Hermann von Helmholtzs Arbeit veröffentlicht wurde.

### Wechselwirkende Wirbelringe

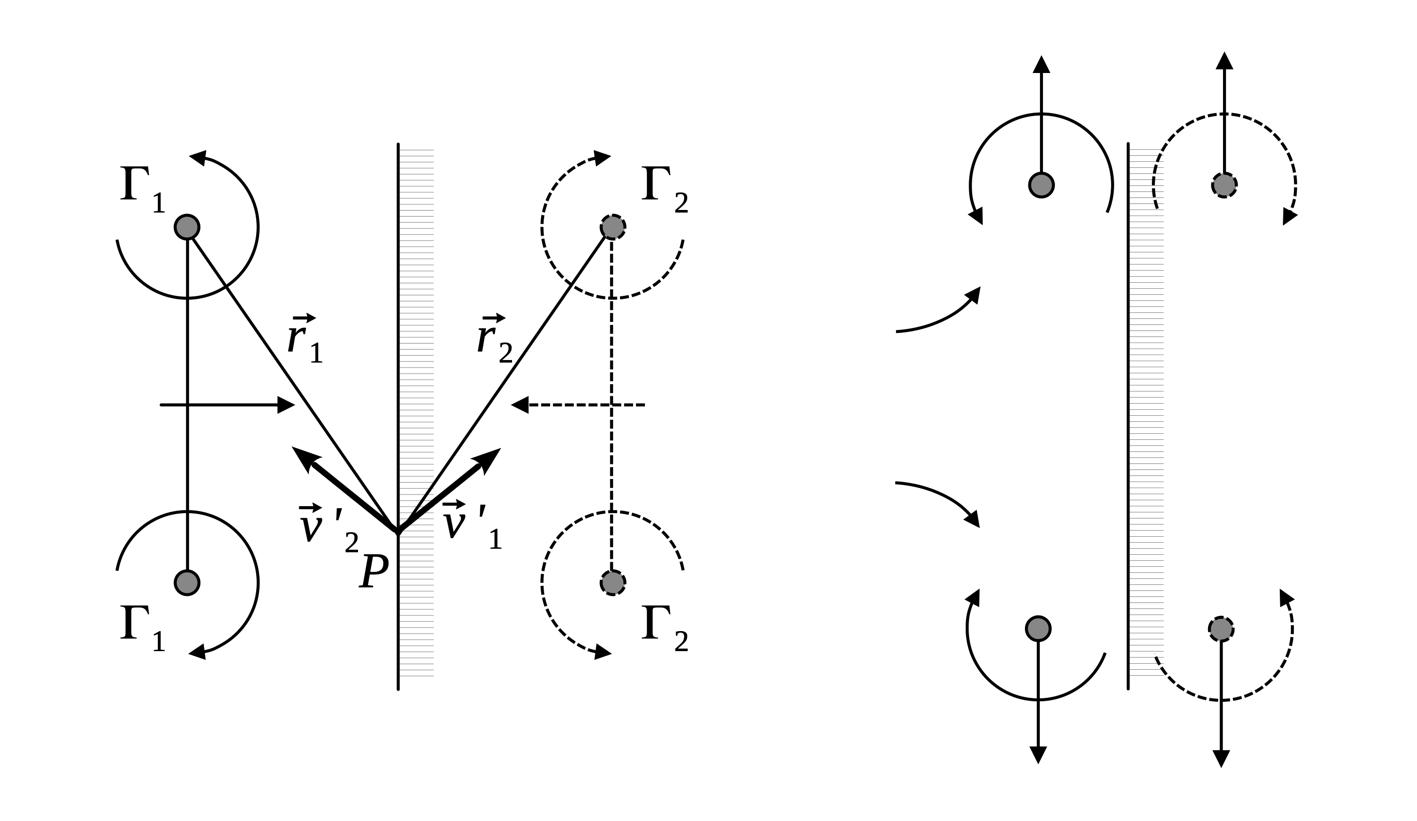
Ein Wirbelring nähert sich der Wand, expandiert und verlangsamt sich

Hat man eine beliebige Anzahl von kreisförmigen Wirbelringen vor sich, koaxial oder nicht, so kann die Bewegung jedes einzelnen als Kombination von zwei Komponenten betrachtet werden: Die eine Komponente stammt aus dem Ring selbst, die andere aus dem Einfluss der anderen Ringe. Aus den bisherigen Überlegungen geht hervor, dass der zweite Einfluss gegenüber dem ersten vernachlässigbar ist, es sei denn, zwei oder mehr Ringe kommen sich sehr nahe. Jeder Wirbelring bewegt sich also mit nahezu konstanter Geschwindigkeit {\displaystyle v=\Gamma /2R} nach Gleichung (2) und ohne nennenswerte Form- oder Größenänderung in Richtung seiner geraden Achse, bis er in die Nähe eines anderen Ringes kommt.
Nähert sich ein kreisförmiger Wirbel einer zur Kreisebene parallelen Wand, so vergrößert sich sein Radius wie unten dargestellt. Für eine glatte Wand gilt die Randbedingung {\displaystyle {\vec {v}}_{\bot }=0}. Um diese Randbedingung zu erfüllen, wird das so genannte Spiegelungsverfahren angewendet. Dabei wird auf der anderen Seite der Wand ein virtueller Wirbel eingeführt, der das hydrodynamische Feld so erweitert, als wäre keine Wand vorhanden.
Ein Teilchen P in der Nähe der Wand wird sowohl vom realen Wirbel {\displaystyle \Gamma _{1}} als auch vom virtuellen Wirbel {\displaystyle \Gamma _{2}} beeinflusst, wobei jeder dieser Einflüsse eine Geschwindigkeit {\displaystyle {\vec {v}}'_{1}} bzw. {\displaystyle {\vec {v}}'_{2}} nach Gleichung (1) erzeugt:
{\displaystyle {\vec {v}}'_{1}({\vec {r}}_{1})=-{\frac {\Gamma _{1}}{4\pi }}\int {\frac {({\vec {r}}_{1}-{\vec {r}}')\times {\text{d}}{\vec {s}}}{|{\vec {r}}_{1}-{\vec {r}}'|^{3}}}\quad {\text{bzw.}}\quad {\vec {v}}'_{2}({\vec {r}}_{2})=-{\frac {\Gamma _{2}}{4\pi }}\int {\frac {({\vec {r}}_{2}-{\vec {r}}')\times {\text{d}}{\vec {s}}}{|{\vec {r}}_{2}-{\vec {r}}'|^{3}}}}
Diese beiden Geschwindigkeitskomponenten {\displaystyle {\vec {v}}'_{1}+{\vec {v}}'_{2}} zusammen liegen bei der Spiegelung {\displaystyle \Gamma _{2}=-\Gamma _{1}} parallel zur Wand, so dass die Bedingung {\displaystyle {\vec {v}}_{\bot }=0} erfüllt ist. Dies gilt nicht nur für die Wirbelelemente in der Zeichenebene, sondern für alle Elemente, die spiegelbildlich zur Wand angeordnet sind. Physikalisch simuliert der Spiegelwirbel den Einfluss der Wand korrekt.
Betrachtet man die Wirkung des Spiegelwirbels auf den realen Wirbel, z. B. auf den oberen Punkt {\displaystyle \Gamma _{1}}. Der nächstgelegene Punkt {\displaystyle \Gamma _{2}} des Spiegelwirbels wird den stärksten Einfluss ausüben, indem er eine Geschwindigkeit {\displaystyle {\vec {v}}'_{2}} nach oben induziert. Dies ist in der Abbildung durch einen verstärkten Pfeil unten links dargestellt. Andere Punkte des Spiegelwirbels, wie z. B. der untere Punkt {\displaystyle \Gamma _{2}}, wirken weniger stark und können den Effekt sogar teilweise abschwächen. Eine ähnliche Überlegung führt dazu, dass der untere Punkt {\displaystyle \Gamma _{1}} durch den Spiegelwirbel nach unten gedrückt wird, was in der Abbildung durch den verstärkten Pfeil nach links unten dargestellt ist. Der reale Wirbel beeinflusst den Spiegelwirbel in ähnlicher Weise.
Zusammenfassend kann gesagt werden, dass die Annäherung des realen Wirbels an die Wand dazu führt, dass er durch die hydrodynamischen Einflüsse seines Spiegelwirbels expandiert. Umgekehrt gilt dies auch für den Spiegelwirbel. Während sich der Radius des Wirbels vergrößert, verlangsamt sich seine Vorwärtsbewegung in Richtung Wand. Diese Verlangsamung tritt auf, weil die Bewegungsgeschwindigkeit des Wirbels nach Gleichung (2) umgekehrt proportional zu seinem Radius ist. Bevor der Wirbel die Wand erreicht, wird er immer größer und schwächer, bis er schließlich in der Ferne verschwindet. In der Abbildung ist diese Eigenbewegung durch vertikale Pfeile dargestellt.
Ähnlich verhält es sich, wenn die beiden Ringwirbel entgegengesetzte Drehrichtungen haben und sich aufeinander zu bewegen. Die gegenseitige Beeinflussung führt dann zu einer Vergrößerung der Radien beider Ringe. Sind die beiden Ringe zudem gleich dick und gleich geformt, so nimmt ihre Annäherungsgeschwindigkeit kontinuierlich ab. In diesem Fall erfolgt die Bewegung in allen Punkten tangential zu der Ebene, die parallel zu den beiden Ringen verläuft und deren Abstand halbiert. Diese Ebene kann daher als starre einseitige Begrenzung der Flüssigkeit angesehen werden. Dies entspricht dem Fall eines einzelnen Wirbelrings, der sich auf eine starre, unbewegliche Wand zu bewegt.

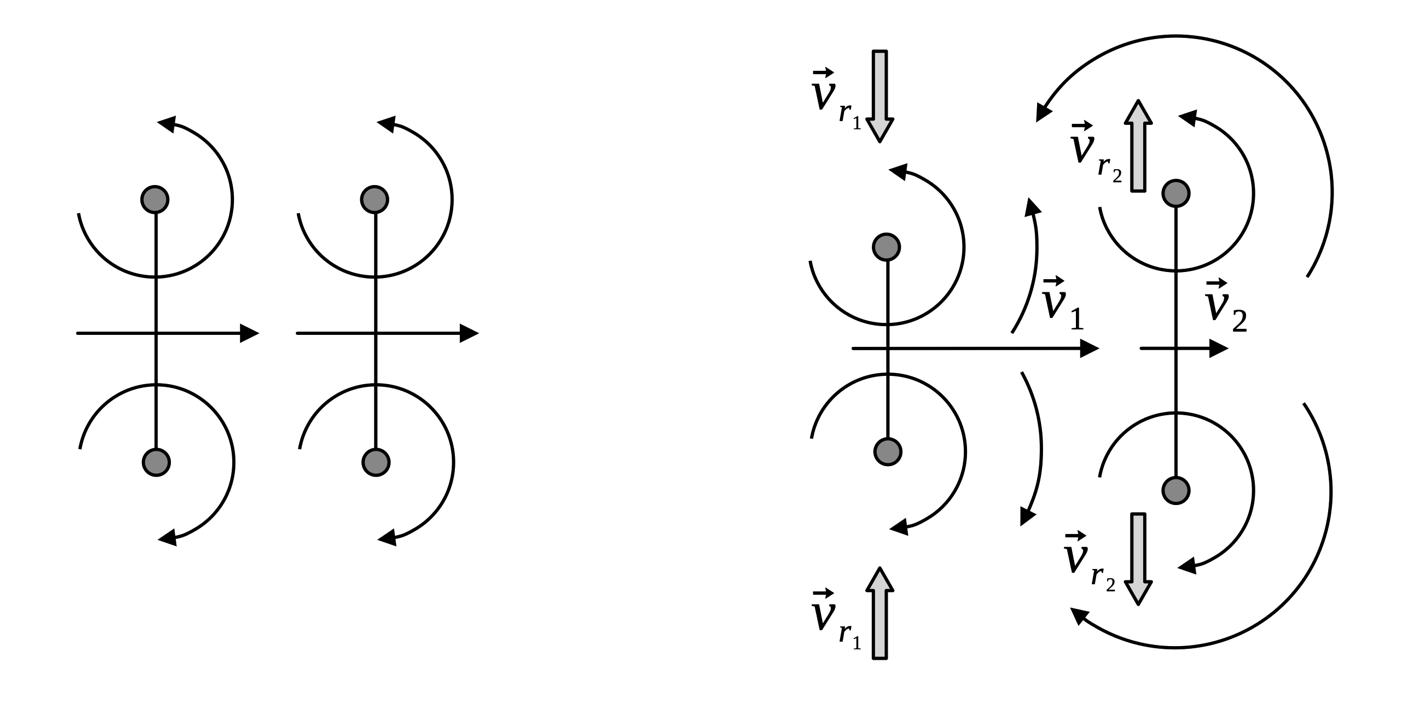
Hindurchschlüpfen eines Wirbels durch den anderen

Bei zwei gleichachsigen Kreiswirbeln, die sich in die gleiche Richtung drehen, bewegen sich beide Ringe als Ganzes in die gleiche Richtung. Durch die gegenseitige Beeinflussung wird der Radius des vorauslaufenden Ringes größer und der des nachfolgenden Ringes kleiner. Wird der Radius des vorauslaufenden Ringes größer als der des nachlaufenden Ringes, so verlangsamt sich die Bewegung des ersten Ringes, während sich die Bewegung des zweiten Ringes beschleunigt.
Damit wird auch das Ineinander-Durchschlüpfen zweier Wirbel verständlich. In der Abbildung rechts haben beide Wirbel den gleichen Radius und die gleiche Eigenbewegung, da sie nacheinander durch die gleiche Vorrichtung erzeugt wurden und somit die gleiche Drehrichtung haben. Die gegenseitige Beeinflussung der Wirbel bewirkt, dass sich der vordere Wirbel ausdehnt, während sich der hintere Wirbel gleichzeitig zusammenzieht, wie durch die vertikalen Pfeile in der rechten Abbildung angedeutet wird. Die Abbildung zeigt die Wirbel kurz vor dem Durchschlüpfen, das durch die höhere Geschwindigkeit des hinteren Wirbels erleichtert wird, was durch die horizontalen Pfeile angezeigt wird. Unter günstigen Form- und Intensitätsbedingungen tauschen die beiden Ringe ihre Positionen, und dieser Vorgang wiederholt sich, indem die Ringe abwechselnd durch den jeweils anderen hindurchgehen.
Diese qualitativen Methoden reichen jedoch nicht mehr aus, wenn es um die Rückwirkung eines Wirbels auf sich selbst geht. Dies gilt insbesondere für die Eigenbewegung eines Kreiswirbels.

### Hillscher Wirbel

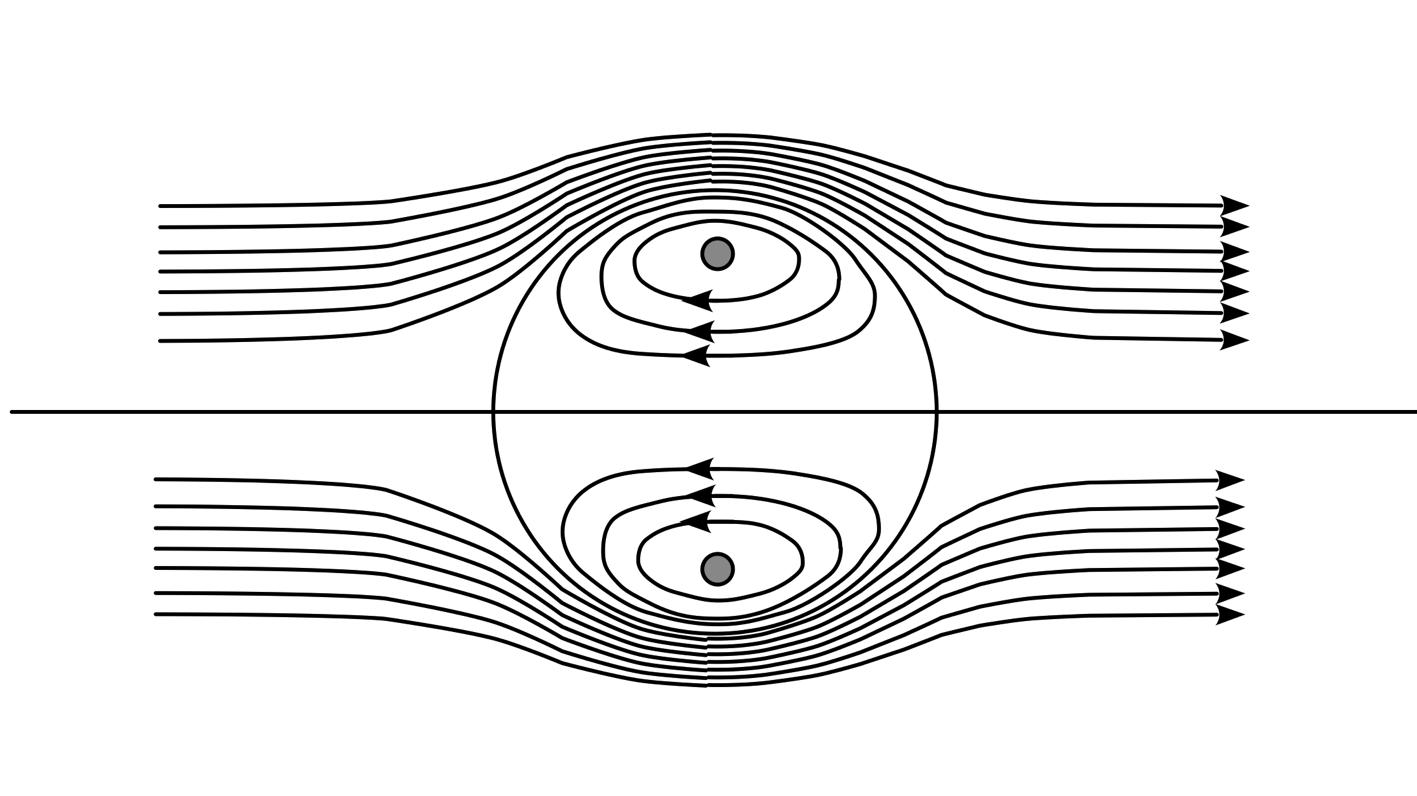
Hillscher Kugelwirbel von 1894

Hills sphärischer Wirbel ist ein Beispiel für eine stationäre Wirbelströmung und kann zur Modellierung von Wirbelringen mit einer Wirbelstärkeverteilung in Richtung der Mittellinie verwendet werden. Der Kern des Ringwirbels nimmt die gesamte Kugel mit dem Radius a ein. Die Flüssigkeit kann nicht entweichen und wird mit dem Ringwirbel mitgerissen.
Die Stokes’sche Stromfunktion beschreibt die Strömung des Hillschen Kugelwirbels und ist gegeben durch:
{\displaystyle {\begin{aligned}&\Psi (\rho ,z)=-{\frac {3}{4}}{\frac {U}{a^{2}}}\rho ^{2}\left(a^{2}-\rho ^{2}-z^{2}\right)&&{\text{innerhalb des Wirbels}}\\&\Psi (\rho ,z)={\frac {1}{2}}U\rho ^{2}\left[1-{\frac {a^{3}}{\left(z^{2}+\rho ^{2}\right)^{3/2}}}\right]&&{\text{außerhalb des Wirbels}}\end{aligned}}}
Die obigen Ausdrücke entsprechen der Stromfunktion, die eine stationäre Strömung in einem mit dem Wirbel bewegten System beschreibt. Im Laborsystem ist die Stromfunktion der Massenströmung bei konstanter Translationsgeschwindigkeit U zu addieren. Mit {\displaystyle U=-{\frac {1}{\rho }}{\frac {\partial \,\,\,}{\partial \rho }}\left(-{\frac {U}{2}}\rho ^{2}\right)} wird die Stromfunktion im Wirbel im Laborsystem zu:
{\displaystyle \Psi _{\text{Labor}}(\rho ,z)=-{\frac {3}{4}}{\frac {U}{a^{2}}}\rho ^{2}\left(a^{2}-\rho ^{2}-z^{2}\right)-{\frac {U}{2}}\rho ^{2}=-{\frac {3}{4}}{\frac {U}{a^{2}}}\rho ^{2}\left({\frac {5}{3}}a^{2}-\rho ^{2}-z^{2}\right)}
Die Wirbeldichte {\displaystyle {\vec {\omega }}} für die Stromfunktion im bewegten System hat nur eine nicht verschwindende Komponente {\displaystyle {\vec {\omega }}=\omega \,{\vec {e}}_{\varphi }}
{\displaystyle \omega =\left({\frac {\partial v_{\rho }}{\partial z}}-{\frac {\partial v_{z}}{\partial \rho }}\right)_{\varphi }={\frac {1}{\rho }}\left({\frac {\partial ^{2}\Psi }{\partial \rho ^{2}}}-{\frac {1}{\rho }}{\frac {\partial \Psi }{\partial \rho }}+{\frac {\partial ^{2}\Psi }{\partial z^{2}}}\right)={\frac {15}{2}}{\frac {U}{a^{2}}}\,\rho }
mit den Geschwindigkeiten {\displaystyle v_{\rho }={\frac {1}{\rho }}{\frac {\partial \Psi }{\partial z}}} und {\displaystyle v_{z}=-{\frac {1}{\rho }}{\frac {\partial \Psi }{\partial \rho }}}.
Die Wirbeldichteverteilung nimmt linear mit dem Achsabstand {\displaystyle \rho } zu. Die Wirbeldichte verschwindet entlang der Achse und der Hillsche Kugelwirbel besitzt daher noch in gewissem Maße den Charakter eines Wirbelrings. Führt man mit {\displaystyle \rho =R\sin \vartheta } Polarkoordinaten {\displaystyle (R,\vartheta )} in die Querschnittsebene {\displaystyle {\text{d}}A={\text{d}}\rho \,{\text{d}}z=R{\text{d}}R\,{\text{d}}\vartheta } ein, so erhält man für die Zirkulation {\displaystyle \Gamma }
{\displaystyle \Gamma =\iint \omega \,{\text{d}}A=\iint {\frac {15}{2}}{\frac {U}{a^{2}}}\,\rho \,{\text{d}}A=\int _{0}^{a}\int _{0}^{\pi }{\frac {15}{2}}{\frac {U}{a^{2}}}\,R\sin \vartheta \,R{\text{d}}R\,{\text{d}}\vartheta ={\frac {15}{2}}{\frac {U}{a^{2}}}\int _{0}^{a}R^{2}\,{\text{d}}R\int _{0}^{\pi }\sin \vartheta \,{\text{d}}\vartheta =5\,U\,a},
Der hydrodynamische Impuls {\displaystyle I} mit der Flüssigkeitsdichte {\displaystyle \varrho } lautet
{\displaystyle I=\pi \varrho \iint \rho ^{2}\omega \,{\text{d}}A=\pi \varrho \iint {\frac {15}{2}}{\frac {U}{a^{2}}}\,\rho ^{3}\,{\text{d}}A=\pi \varrho \int _{0}^{a}\int _{0}^{\pi }{\frac {15}{2}}{\frac {U}{a^{2}}}\,R^{3}\sin ^{3}\vartheta \,R{\text{d}}R\,{\text{d}}\vartheta =\pi \varrho {\frac {15}{2}}{\frac {U}{a^{2}}}\int _{0}^{a}R^{4}\,{\text{d}}R\int _{0}^{\pi }\sin ^{3}\vartheta \,{\text{d}}\vartheta =2\pi \,\varrho \,U\,a^{3}}
und die kinetische Energie {\displaystyle T} mit partieller Integration vom zweiten zum dritten Term:
{\displaystyle T=\pi \varrho \iint (v_{\rho }^{2}+v_{z}^{2})\,\rho \,{\text{d}}\rho \,{\text{d}}z=\pi \varrho \iint \left(v_{\rho }{\frac {1}{\rho }}{\frac {\partial \Psi _{\text{Labor}}}{\partial z}}-v_{z}{\frac {1}{\rho }}{\frac {\partial \Psi _{\text{Labor}}}{\partial \rho }}\right)\,\rho \,{\text{d}}\rho \,{\text{d}}z=-\pi \varrho \iint \Psi _{\text{Labor}}\left({\frac {\partial v_{\rho }}{\partial z}}-{\frac {\partial v_{z}}{\partial \rho }}\right)\,{\text{d}}\rho \,{\text{d}}z=-\pi \varrho \iint \Psi _{\text{Labor}}\omega \,{\text{d}}\rho \,{\text{d}}z}
Integration mit Polarkoordinaten und {\displaystyle R^{2}=\rho ^{2}+z^{2}} liefert mit {\displaystyle \textstyle \int _{0}^{\pi }\sin ^{3}\vartheta \,{\text{d}}\vartheta ={\frac {4}{3}}}:
{\displaystyle T=-\pi \varrho \iint \left[-{\frac {3}{4}}{\frac {U}{a^{2}}}\rho ^{2}\left({\frac {5}{3}}a^{2}-\rho ^{2}-z^{2}\right)\right]{\frac {15}{2}}{\frac {U}{a^{2}}}\,\rho {\text{d}}\rho \,{\text{d}}z=\pi \varrho {\frac {45}{8}}{\frac {U^{2}}{a^{4}}}\int _{0}^{a}R^{4}\left({\frac {5}{3}}a^{2}-R^{2}\right)\,{\text{d}}R\int _{0}^{\pi }\sin ^{3}\vartheta \,{\text{d}}\vartheta ={\frac {10}{7}}\pi \,\varrho \,U^{2}\,a^{3}}